# Comitetul Antifascist al Femeilor
Comitetul Antifascist al Femeilor a fost o secție specială, creată în 1934, în cadrul Comitetului Național Antifascist, destinată atragerii feminine. Principala acțiune a organizației a fost aceea de a crea un apel general în Presă prin care femeile muncitoare țărănci, intelectuale și gospodine erau îndemnate să formeze comitete ale femeilor prin care să militeze pentru eliberarea tuturor deținuților politici, dar și să trimită adeziuni pentru a participa la congresul organizației, programat să aibă loc la Paris. 
Comitetul a fost condus de către Zoe Frunză, o absolventă a Facultății de Litere și profesoară la școala socialistă “Max Wexler”,  care s-a implicat în numeroase alte organizații, precum: Cercul feminin din Iași, “Protecția femeii și copilului” și Comitetul Național Antirăzboinic din România. 
Printre orientările ideologice care au fost înglobate în cadrul acestui comitet se numără: comunismul, socialismul, antifascismul, feminismul și sindicalismul. 

## Acțiuni

### Apeluri publice
Printr-un apel în ziarul “Cuvântul liber” nr. 35, din 7 iulie 1934, care le era adresat femeilor muncitoare, intelectuale, gospodine și țărănci din Romania, Comitetul de Inițiativă le avertiza pe acestea în legătură cu pericolul venirii unui nou război, pus în mișcare de liderii țărilor fasciste și imperialiste. Sunt aduse critici conducătorului fascist Benito Mussolini și Japoniei, Germaniei, Angliei și altor țări în care bugetele militare sunt mărite și se creează noi ministere pentru armament și muniții. 
Mesajul este adresat, de asemenea, și femeilor care au devenit văduve sau orfane de război, însă și celor care au fost înlăturate din toate ramurile de producție. Acestea sunt îndemnate să se unească cu scopul de a milita împotriva războiului, pentru câștigarea drepturile și pentru eliberarea deținuților politici și li se cere să trimită adeziuni la Comitetul de Inițiativă pentru participarea la Congresul de la Paris. 
Lupta trebuia dusă pentru emanciparea totală a femeilor, apărarea drepturilor omului și susținerea luptei nobile și eliberatoare a popoarelor colonizate și națiunilor oprimate. 

### Participarea la Congresul Mondial al Femeilor împotriva Războiului și Fascismului
Congresul a reprezentat o primă manifestare internațională, ce avea ca scop coabitarea între comuniști și celelalte organizații feminine aderente la viitoarea structură internațională a femeilor antifasciste, ce urmau să militeze împotriva sistemului capitalist, pe care îl vedeau ca fiind o formă de fascism. Activistele îl considerau principalul responsabil pentru aservirea femeilor, lipsirea acestora de drepturi și condiții decente de trai, iar Congresul le îndemna să reacționeze puternic împotriva procesului de înarmare, a tendințelor naționaliste, rasiste și șovine. 
Cu scopul promovării Congresului, s-a încercat organizarea unei săptămâni a femeii, între 14 iulie 1934. Congresul a avut loc la Paris între 4 august 1934 și a strâns 1100 de femei din peste 50 de țări, care făceau parte din numeroase cercuri politice (socialiste, social-democrate, organizații creștine, sindicale, feministe). Din Comitetul de Inițiativă parizian făcea parte și o delegată din România, Anna Luka, a cărei identitate a rămas necunoscută. 
România a fost reprezentată în cadrul congresului de 25 de activiste, un număr considerabil mai mare decât numărul reprezentantelor din alte țări central și est-europene. Este de precizat și faptul că delegația muncitoarelor din România nu a participat la Congres, deoarece le-a fost interzis să părăsească țara de către autoritățile române, iar majoritatea româncelor prezente la Congres erau fie femei ce au emigrat în trecut la Paris sau studente, fie militante comuniste care activau în cadrul Cominternului, conduse fiind de Șheiva Averbuch (Vanda Nicolschi). Zoe Bugnariu, Zoe Frunză și Maria Ținlescu sunt cele care au reprezentat conducerea din România a Congresului, și în cele din urmă și a Consiliului Mondial al Femeilor, care a avut loc ulterior. 
Programul politic definit de Comitetul Feminin Antifascist din Romania, în cadrul Congresului a urmărit: “câștigarea drepturilor văduvelor și orfanilor de război, suprimarea prestațiilor la sate, drept de vot universal și pentru femei, suprimarea stării de asediu”. 

## Intrarea în ilegalitate
În noiembrie 1934, Comitetul Antifascist al Femeilor a fost scos în afara legii pentru activitate comunistă, însă organizația nu a fost desființată. În momentul interzicerii, conform delegatei din România la plenara Consiliului Mondial al Femeilor, Comitetul avea 32 de filiale locale. 